# Enric Cucurella
Enric Cucurella   (Barcelona, 1974) és un editor català.
Va graduar-se amb honors en Filosofia a la Universitat de Chicago. Després, va obtenir un Màster en Filosofia i lògica a la Universitat de Barcelona.
A partir del 2000, va treballar com a lector-editor en l'agència literària de Carme Balcells a Barcelona. El febrer de 2004 va fundar l'editorial Alpha Decay juntament amb Diana Zaforteza, en col·laboració amb Carme Balcells mateix.